# Buretsu
Buretsu (japanisch 武烈天皇 Buretsu-tennō; * 489; † 7. Januar 507) war der 25. Tennō von Japan (498–507) nach den Geschichtsbüchern Nihonshoki und Kojiki. Er herrschte vermutlich im späten 5. Jahrhundert.
Diesen zwei Büchern zufolge war er ein Mann mit einem scharfen Charakter. Er starb ohne Kinder, weshalb die Hofbeamten landesweit nach einem mit ihm verwandten Nachfolger suchen mussten.